# مسیر سهموی

در این نگاره مسیر آبی نمونه‌ای از یک مسیر سهموی است

مسیر سَهموی (به انگلیسی: Parabolic trajectory)، در اخترپویاشناسی یا مکانیک آسمان یک مسیر سهموی یا شَلجَمی، یک مدار کپلری با خروج از مرکز مداری برابر با ۱ است. هنگامی که سوی حرکتِ این مدار نشان‌گرِ در حال دور شدن از منبع باشد، آن را «مدار فرار» می‌نامند، و مسیر در حال نزدیک شدن به منبع را یک «مدار ضبط» می‌گویند. از این گاهی به عنوان مدار C۳ = ۰ نیز یاد شده (درانرژی مشخصه).
برابر با پیش‌فرض‌های استاندارد: بدنه‌ای (جسمی) که در امتداد یک «مدار فرار» و در یک مسیر سهموی در حرکت است در بی‌نهایت، و با سرعتی نزدیک به صفر؛ به نسبتِ بدنهٔ گرانشی مرکزی، «پهلوگیری» خواهد کرد، و در نتیجه هرگز باز نخواهد گشت.
مسیرهای سهموی «مدار فرارهای» حداقل-انرژی هستند که مدارهای شبه هذلولی مثبت‌انرژی را از مدارهای بیضوی منفی‌انرژی جدا می‌کنند.

## سرعت برداری
برابر با پیش‌فرض‌های استاندارد: سرعت مداری از بدنهٔ ({\displaystyle v\,})، در حال حرکت در امتداد یک مسیر سهموی می‌تواند این‌گونه محاسبه می‌شود:
{\displaystyle v={\sqrt {2\mu  \over {r}}}}
که:
- {\displaystyle r\,} فاصله شعاعی بدنهٔ در حال چرخش، با بدنهٔ گرانشی مرکزی، و
- {\displaystyle \mu \,}the پارامتر استاندارد گرانشی است.